# A Brand New Day
A Brand New Day är en låt av det sydkoreanska pojkbandet BTS och den svenska sångerskan Zara Larsson, släppt den 14 juni 2019, som den andra singeln från BTS World: Original Soundtrack. Den producerades av Mura Masa.